# マドリードオリンピック構想
マドリードオリンピック構想（マドリードオリンピックこうそう）はマドリードに2012年、2016年、および2020年夏季オリンピックを招致していた構想である。過去には1972年大会にも立候補したがミュンヘンに敗れた。

## 主な競技会場
- エスタディオ・オリンピコ・デ・マドリード（開会式・閉会式・陸上競技）
- エスタディオ・サンティアゴ・ベルナベウ（サッカー決勝など）
- マドリード・アリーナ
- パラシオ・デ・デポルテス
- ラ・カハ・マヒカ（テニス）
- マドリード見本市会場
- エスタディ・オリンピック・リュイス・コンパニス（サッカー）
- オノ・エスタディ（サッカー）
- エスタディオ・ロマノ（サッカー）
- エスタディオ・ラ・ロサレーダ（サッカー）
- エスタディオ・ヌエボ・アルカンヘル（サッカー）

## 歴史
2007年10月4日、立候補を表明、1回目の評価で東京に次ぐ2番目の評価を受けた。しかし投票では1回目でトップに立ったものの、決選投票でリオデジャネイロに敗れた。また2012年にもロンドン、パリにも敗れ、スペインとしての2度目のオリンピック実現はならなかった。